# Anemograf
Anemograf, av grekiska a'nemos, vind och gra'fein, skiva, är ett instrument som registrerar vindens hastighet och/eller riktning. Resultatet skrivs ut på ett papper som kallas anemogram.